# Emma Cagnin
Emma Cagnin (Castelfranco Veneto, 26 giugno 2002) è una pallavolista italiana, schiacciatrice della Pro Victoria.

## Carriera

### Club
Cresciuta nel Don Bosco di Castelfranco Veneto, nei primi mesi del 2016 si trasferisce alla Bruel Bassano dove disputa la Serie B1 nella stagione 2016-17; a partire dall'annata seguente entra nel Pool Piave con cui termina il percorso nelle formazioni giovanili disputando inoltre il campionato di Serie B2 nella prima stagione e nuovamente quello di Serie B1 nelle due successive. La partnership fra il club di San Donà di Piave, che di fatto ne rappresenta il settore giovanile, e l'Imoco permette alla formazione gialloblù di aggregare alla prima squadra Emma, che esordisce in Serie A1 nel corso della stagione 2019-20.
Nel campionato successivo è di scena in Serie A2 con la maglia del Montecchio Maggiore mentre nell'annata 2021-22 torna in massima serie, accettando la proposta del neonato Bergamo 1991, a cui resta legata per un biennio, per poi difendere i colori del Casalmaggiore nella stagione 2023-24 e quelli del Firenze nella stagione 2024-25: terminati gli impegni con il club toscano, conclude l'annata in Francia, al Levallois Paris, in Ligue A, aggiudicandosi lo scudetto. Ritorna in Italia già nella stagione 2025-26, accasandosi alla Pro Victoria, sempre in Serie A1.

### Nazionale
Compie la trafila nelle nazionali giovanili italiane conquistando nel 2017 con la selezione under 16 la medaglia d'oro al campionato europeo di categoria e l'anno successivo l'argento continentale con l'under 17.
Tre anni più tardi, con la maglia della nazionale under 20, vince la medaglia d'oro al campionato mondiale di categoria. 
Nel 2022, oltre a conquistare il campionato europeo con la nazionale under 21, dove è premiata anche come MVP, ottiene le prime convocazioni nella nazionale maggiore, con cui vince, nello stesso anno, la medaglia d'oro ai XIX Giochi del Mediterraneo.

## Palmarès

### Club
- Campionato francese: 1

2024-25

### Nazionale (competizioni minori)
- Campionato europeo under 16 2017
- Campionato europeo under 17 2018
- Campionato mondiale under 20 2021
- Giochi del Mediterraneo 2022
- Campionato europeo under 21 2022

### Premi individuali
- 2022 - Campionato europeo under 21: MVP